# Urk (fyr)
Urk fyret er et fyrtårn i Urk der ligger på den østlige bred af den kunstige sø IJsselmeer. Fyrtårnet har stået her siden 1844, og er 18,5 meter højt. Tårnet blev i 1982 udnævnt til Rijksmonument i Holland, er er derfor et national klenodie. Fyrtårnet har de sidste mange år været automatisk, og gør den dag i dag stadig brug af en Fresnellinse.
Lige siden 1617 har der på dette sted brændt en kulfyret bavne, som har været benyttet af lokale fiskere, og skibe sejlende fra Amsterdam til Nordsøen, til at finde vej. På daværende tidspunkt lå Urk på en ø i Zuiderzee, før den kunstige IJsselmeer blev anlagt som en sø i stedet for en bugten i 1932.
Det originale lys der havde brændt på Urk gik tabt i 1837 grundet erosion af stranden. Der blev derfor i 1837 bygget et midlertidigt tårn af træ, der skulle erstatte bavnen. I 1844 blev det nuværende runde murstenstårn bygget, med et hus til opsynsmanden.
I 1972 gennemgik fyrtårnet en renovering, forud for udnævnelsen til Rijksmonument i 1982. I 2009 gennemgik tårnet endnu en renovation, og fik i den forbindelse et nyt kobber tag.
Urk fyrtårnet er det eneste langs IJsselmeer og Markermeer der har roterende lys, hvor lampen i fyrtårnet er stationært, og lyset roteres rundt ved hjælp af en linse. Det er muligt at besøge tårnet og få en guidet tur. Da fyrtårnet blev automatiseret i 1989, blev den tidligere opsynsmand boende og holdt øje med fyret. Det var også ham der indtil for nylig stod for de guidede ture.